# Werkboekje
Het werkboekje was een document waarmee een arbeider in België in de 19e eeuw kon aantonen dat hij een arbeidsovereenkomst had met een werkgever. Het gebruik ervan was verplicht tot 1883 maar toen afgeschaft (wet van 10 juli 1883 met betrekking tot de dienstboekjes). In de Limburgse mijnen werd het echter nog tot een eind in de 20e eeuw gebruikt om de arbeidsovereenkomst met de mijnwerkers te bevestigen.